# Mort à Sarajevo
Ne doit pas être confondu avec Mort à Venise, Mort à Buenos Aires ou Mort à Beyrouth.
Pour plus de détails, voir Fiche technique et Distribution.
Mort à Sarajevo (Smrt u Sarajevu) est un film bosnien réalisé par Danis Tanović, sorti en 2016. Il est présenté en sélection officielle à la Berlinale 2016 où il remporte le Grand prix du jury et le prix FIPRESCI de la Berlinale.

## Fiche technique
- Titre original : Smrt u Sarajevu
- Titre français : Mort à Sarajevo
- Réalisation : Danis Tanović
- Scénario : Danis Tanović
- Production : François Margolin
- Pays d'origine : France, Bosnie-Herzégovine
- Format : Couleurs - 35 mm - 1,85:1 - Dolby Digital
- Genre : drame
- Durée : 85 minutes
- Dates de sortie :
  - Allemagne : 15 février 2016 (Berlinale 2016)
  - France : 23 août 2017

## Distribution
- Snezana Markovic : Lamija
- Izudin Bajrovic : Omer
- Vedrana Seksan : Vedrana
- Muhamed Hadzovic : Gavrilo
- Faketa Salihbegovic : Hatidza
- Edin Avdagic Koja : Edo
- Jacques Weber : Jacques
- Aleksandar Seksan : Enco
- Boris Ler : Kiki
- Luna Zimic Mijovic : Tajna
- Ermin Sijamija : Sef
- Amar Selimovic : Soldo
- Mugdim Avdagic : Mugdim
- Rijad Gvozden : Rijad
- Alija Aljevic : Alija

## Distinction
- Berlinale 2016 : Grand prix du jury et prix FIPRESCI